# Клуб Сергія Реброва
Клуб Сергія Реброва — група футболістів, які протягом своєї кар'єри забили принаймні сто голів в українській Прем'єр-лізі (Вищій лізі чемпіонату). Названий на честь Сергія Реброва, який першим досягнув цієї позначки. 
Крім Клубу Сергія Реброва існують також Клуб Олега Блохіна та Клуб Тимерлана Гусейнова — для футболістів, які забили мінімум сто голів у чемпіонатах і Кубках України, європейських кубках, а також в офіційних і товариських матчах національної збірної.

## Члени Клубу
Станом на 18 транвя 2025 року
| Кількість голів | Футболіст        | Клуби, за які виступав в чемпіонаті України (ВЛ/УПЛ)                           | Роки виступів в чемпіонаті України (ВЛ/УПЛ) |
| --------------- | ---------------- | ------------------------------------------------------------------------------ | ------------------------------------------- |
| 124             | Максим Шацьких   | «Динамо» (К) - 97, «Арсенал» (К) - 22, «Говерла» - 5                           | 1999—2009, 2010—2015                        |
| 123             | Сергій Ребров    | «Шахтар» - 10, «Динамо» (К) - 113                                              | 1992—2000, 2006—2007                        |
| 117             | Євген Селезньов  | «Шахтар» - 24, «Арсенал» (К) - 19, «Дніпро» (Д) - 68, «Колос» - 5, «Минай» - 1 | 2006—2015, 2016, 2020—2023                  |
| 114             | Андрій Ярмоленко | Динамо (К)                                                                     | 2008—2017, 2023—                            |
| 105             | Андрій Воробей   | «Шахтар» - 80, «Дніпро» (Д) - 12, «Арсенал» (К) - 9, «Металіст» - 4            | 1997—2013                                   |
| 103             | Жуніор Мораес    | «Металург» (Д) - 35, «Динамо» (К) - 22, «Шахтар» - 46                          | 2012—2022                                   |

## Кандидати в Клуб
Станом на 21 лютого 2023 року
| Кількість голів | Футболіст          | Клуби, за які виступав в чемпіонаті України                                   | Роки виступів в чемпіонаті України |
| --------------- | ------------------ | ----------------------------------------------------------------------------- | ---------------------------------- |
| 99              | Олександр Гладкий  | Металіст, Харків, Шахтар, Дніпро, Карпати, Зоря, Чорноморець                  | 2004—2018, 2020—                   |
| 95              | Олександр Гайдаш   | Таврія, Металург (М)                                                          | 1992—2003                          |
| 90              | Марко Девич        | Волинь, Металіст, Шахтар                                                      | 2004—2014                          |
| 90              | Сергій Мізін       | Динамо (К), Дніпро, Чорноморець, ЦСКА/Арсенал (К), Карпати, Кривбас, Металіст | 1992—2008                          |
| 85              | Тимерлан Гусейнов  | Зоря, Чорноморець                                                             | 1992—2000                          |
| 84              | Олександр Косирін  | Динамо (К), ЦСКА/Арсенал (К), Чорноморець, Металург (Д)                       | 1996—1999, 2000—2010               |
| 83              | Андрій Шевченко    | Динамо (К)                                                                    | 1994—1999, 2009—2012               |
| 81              | Олег Матвєєв       | Динамо (К), Шахтар, Кремінь, Металург (З), Металург (Д)                       | 1992—2002                          |
| 79              | Олександр Паляниця | Дніпро, Кривбас, Верес, Карпати, Металіст                                     | 1992—2003                          |
| 77              | Валентин Полтавець | Металург (З), Дніпро, Арсенал (К), Чорноморець                                | 1994—2007                          |
| 77              | Луїс Адріану       | Шахтар                                                                        | 2007—2015                          |
| 77              | Олександр Ковпак   | Таврія, Арсенал (К), Севастополь, Ворскла                                     | 2004—2016, 2018—2019               |
| 77              | Віктор Циганков    | Динамо (К)                                                                    | 2016—2022                          |
| 75              | Сергій Закарлюка   | Дніпро, ЦСКА/Арсенал (К), Металург (Д), Шахтар, Іллічівець                    | 1994, 1996—2012                    |
| 73              | Сергій Назаренко   | Дніпро, Таврія, Чорноморець, Металіст                                         | 1998—2017                          |

* Жирним шрифтом виділено футболістів, які продовжують виступи в чемпіонаті України.